# Кравцівка (Дніпровський район)
Кра́вцівка — село в Україні, у Китайгородській сільській громаді Дніпровського району Дніпропетровської області. Населення за переписом 2001 року складало 369 осіб.

## Географія
Село Кравцівка примикає до села Рудка, на відстані 2 км розташоване село Китайгород, за 6,5 км — смт Царичанка.

## Населення

### Мова
Розподіл населення за рідною мовою за даними перепису 2001 року:
| Мова       | Кількість | Відсоток |
| ---------- | --------- | -------- |
| українська | 367       | 99.46%   |
| російська  | 1         | 0.27%    |
| вірменська | 1         | 0.27%    |
| Усього     | 369       | 100%     |

## Відомі люди
Заєць Іван Іванович — український історик, археолог, краєзнавець, полковник, дослідник Трипільської культури Вінниччини

## Інтернет-посилання
- Погода в селі Кравцівка [Архівовано 20 грудня 2011 у Wayback Machine.]

1. ↑  Рідні мови в об'єднаних територіальних громадах України — Український центр суспільних даних